# Siegfried Köhl
Siegfried Köhl (* 1930; † 2010 in Bremen) war ein deutscher Architekt.

## Biografie

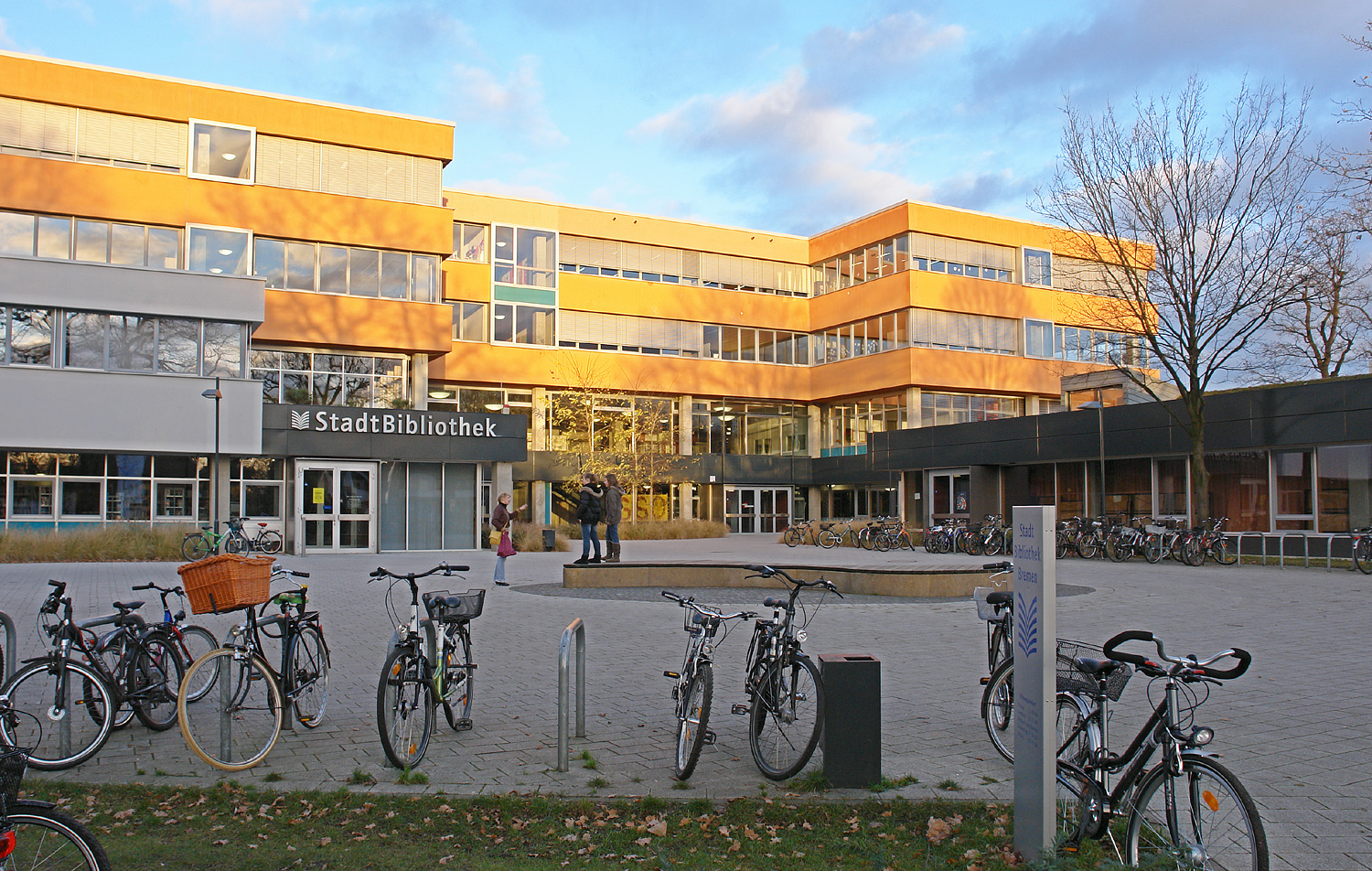
Gesamtschule Bremen-Ost nach einer Sanierung von 2002 bis 2007

Köhl führte nach dem Studium seit den 1960er Jahren ein Architekturbüro in Bremen-Schwachhausen. Er arbeitete in wechselnden Partnerschaften mit verschiedenen Architekten zusammen. Als junger Architekt war er bemüht durch eher visionäre Planungen Aufmerksamkeit in Bremen zu erlangen. Der noch unbebaute Teerhof an der Weser, in direkter Nähe zur Altstadt in Bremen, war Anlass, dass 1967 die Architekten Dinné, Glade, Katenkamp, Köhl, Müller, Schmidt, Stelling, Sturmheit und Zickerow eine städtebauliche Planung für Wohn- und Geschäftshäuser mit bis zu zehn Geschossen in sehr verdichteter Bauweise vorstellten, die öffentlich kontrovers diskutiert und nicht realisiert wurde.
Köhl gewann dann 1967 zusammen mit Karl-Heinz Stelling den städtebaulichen Wettbewerb für die Umgestaltung der Fußgängerzone Sögestraße. Relativ niedrige Dächer sollten dabei als Wetterschutz dienen. Auch dieser prämierte Entwurf wurde nicht realisiert.
Mit der Gesamtschule Bremen-Ost (GSO) in Bremen-Osterholz konnte er mit seinen Partnern eine sehr umfangreiche schulische Großanlage realisieren.
Beachtung fand das Ensemble von 22 flachgedeckten, modernen Doppelhäusern in Bremen-Oberneuland, die vom Wohnungsbauunternehmer Klaus Hübotter beauftragt wurden.
Köhl wurde auf dem Riensberger Friedhof beerdigt.

## Bauten
- 1972: 22 Doppelhäuser in Oberneuland, Hartlaubstraße 20 zus. mit Kurt Schmidt und W. Ude[1]
- 1972: Gesamtschule Bremen-Ost, Walliser Straße, zus. mit Werner Glade, Gunter Müller, Kurt Schmidt und Klaus Zickerow[2]
- 1995: Wohnhaus Hollerallee 32 in Bremen-Schwachhausen zus. mit Klaus Zickerow[3]